# Dolichopus meigeni
Dolichopus meigeni är en tvåvingeart som beskrevs av Friedrich Hermann Loew 1857. Dolichopus meigeni ingår i släktet Dolichopus och familjen styltflugor. Arten är reproducerande i Sverige. Inga underarter finns listade i Catalogue of Life.